# L'été les petites culottes s'envolent
 (juin 2017).
Si vous disposez d'ouvrages ou d'articles de référence ou si vous connaissez des sites web de qualité traitant du thème abordé ici, merci de compléter l'article en donnant les références utiles à sa vérifiabilité et en les liant à la section « Notes et références ».
 Pour plus de détails, voir Fiche technique et Distribution
L'Été les petites culottes s'envolent est le titre d'un film pornographique français réalisé par Michel Lemoine (sous le pseudonyme de Michel Leblanc) et sorti en 1984.

## Synopsis
Deux amies, Laura (Olinka Hardiman) et Chloé (Sophie Pressle), passent leurs vacances dans les montagnes suisses près du chalet d'Hugo (John Oury). Celui-ci est accompagné de sa femme (Dominique Saint Claire) et de sa fille Bridget (Nathalie Ivozevitch). Chloé est la maîtresse d'Hugo.

## Scènes pornographiques
Le film contient plusieurs scènes qui sont parfois simultanées.
1. Chloé entraîne Hugo dans une chambre d'hôtel. Pendant ce temps Bridget, penchée à la fenêtre de sa chambre, entretient la conversation avec sa mère. Derrière elle, son amant (Gabriel Pontello) se livre à des privautés.
2. En promenade dans la campagne, Laura et Chloé aperçoivent une tente plantée au milieu d'un pré. S'approchant de plus près, elles observent la femme d'Hugo qui est en train de faire l'amour avec l'occupant du lieu (Christophe Clark).
3. Hugo et son épouse repartent en voiture, laissant les cinq jeunes gens derrière eux. Dès qu'ils ont le dos tourné, ceux-ci se précipitent dans la grange pour se livrer à une orgie. Mais l’épouse d’Hugo ayant oublié son carnet de chèques, ils font demi-tour et arrivent à leur tour dans la grange où ils cèdent également à leurs désirs sous l’œil ironique des cinq spectateurs réfugiés à l’étage.

Autres scènes :
1. Dans la chambre de leur hôtel, Laure et Chloé se livrent à des ébats lesbiens.
2. Hugo aperçoit Laure à l'hôtel, et la suit dans la chambre où ils font l'amour.
3. Le beau promeneur en nature (Christophe Clark) remarque Laure et Chloé qui bronzent nues sur un petit pont. Il les approche et fait amour à Chloé (Laure se caresse, mais ne participe pas plus).

## Fiche technique
- Titre : L'Été les petites culottes s'envolent
- Réalisateur : Michel Leblanc (pseudonyme de Michel Lemoine)
- Directeur de la photographie : Guy Maria
- Durée : 75 min.
- Date de sortie : 1984  France
- Genre : pornographique

## Distribution
- Olinka Hardiman : Laura
- Sophie Pressle : Chloé
- John Oury : Hugo
- Nathalie Ivozevitch : Bridget
- Dominique Saint Claire : la femme d'Hugo (non créditée)
- Christophe Clark : un campeur amant de la femme d'Hugo
- Gabriel Pontello : un pêcheur à la ligne